# Radio free FM
Radio free FM est une radio associative locale d'Ulm.
Radio free FM est membre du Bundesverband Freier Radios.

## Organisation
Le cadre juridique de la Radio free FM comprend la rédaction et l'association de soutien. Ces deux associations sans but lucratif enregistrées sont actionnaires de Radio free FM GmbH sans but lucratif ; c'est le titulaire de la licence radio. Un conseil de programme élu par tous les éditeurs, appelé G7, décide des directives et de la structure du programme. Un créneau est attribué aux différentes émissions. Au sein des émissions, les animateurs s'accordent sur le contenu de leurs programmes et conçoivent ainsi le programme. Le travail d'organisation est effectué par des rédacteurs, des animateurs et des membres en équipe. Les décisions sont prises par le Jour fixe ; il est composé de représentants des émissions musicales et culturels, des équipes, du conseil d'administration des deux associations et du directeur général de la GmbH sans but lucratif.

## Financement
Radio free FM est financé exclusivement par les frais d'adhésion, les subventions et les dons.

### Source de la traduction
- (de) Cet article est partiellement ou en totalité issu de l’article de Wikipédia en allemand intitulé « Radio free FM » (voir la liste des auteurs).